# Synanthedon scitula
Synanthedon scitula (tên tiếng Anh: Dogwood Borer hoặc Pecan Borer) là một loài bướm đêm thuộc họ Sesiidae. Nó được tìm thấy ở tây nam Canada và New England, phía tây đến Ohio và Minnesota, phía nam đến Texas.

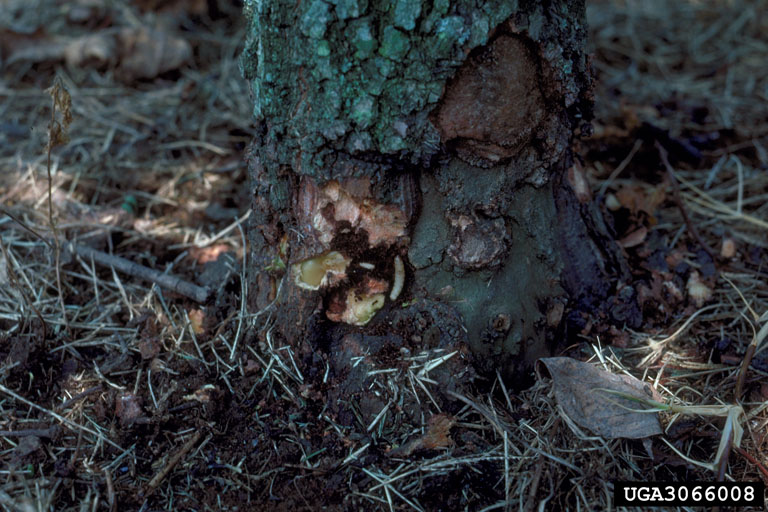
Damage

Sải cánh dài 14–20 mm. Con trưởng thành bay tháng 3 đến tháng 9. There are one hoặc two generations per year.

## Hình ảnh

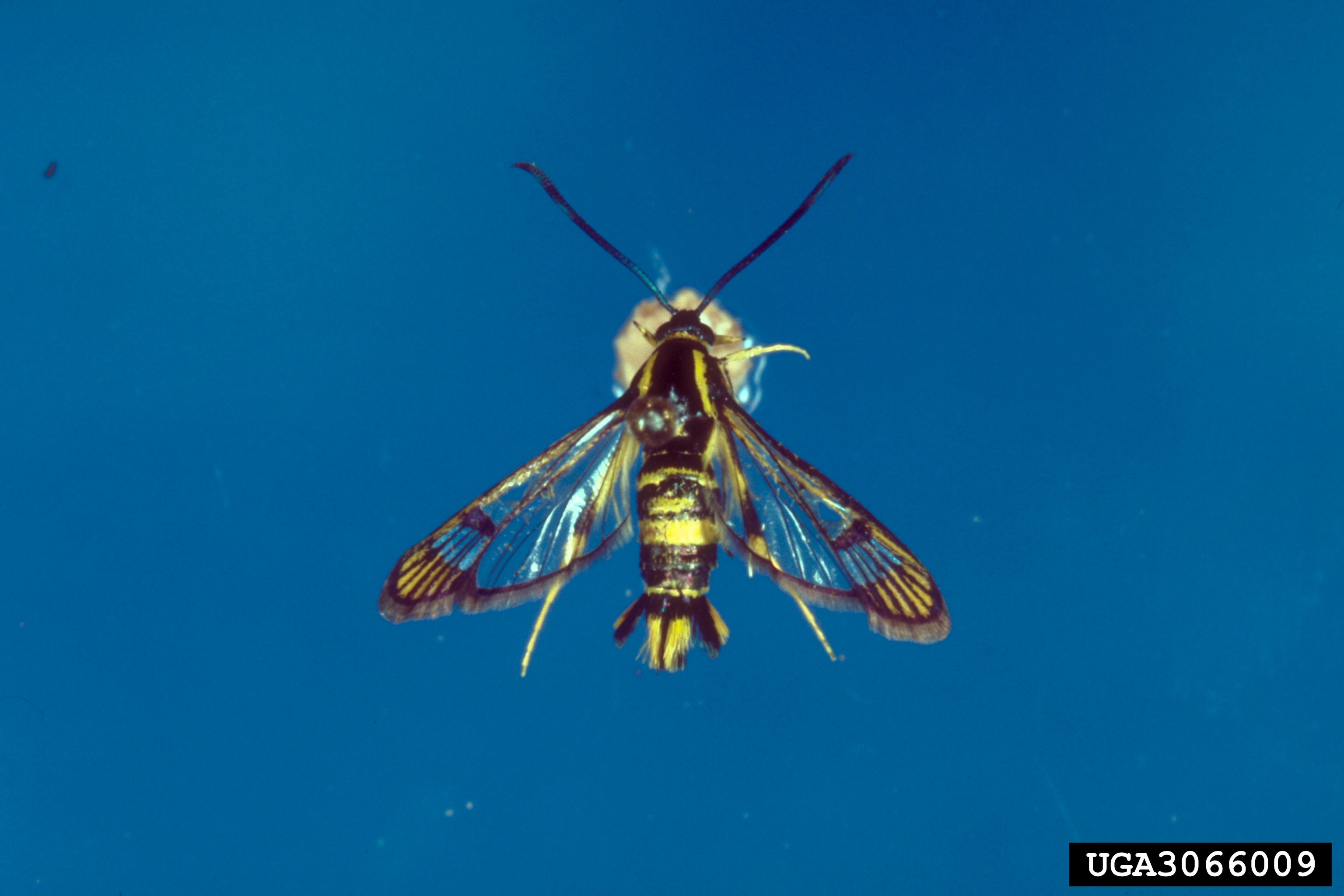
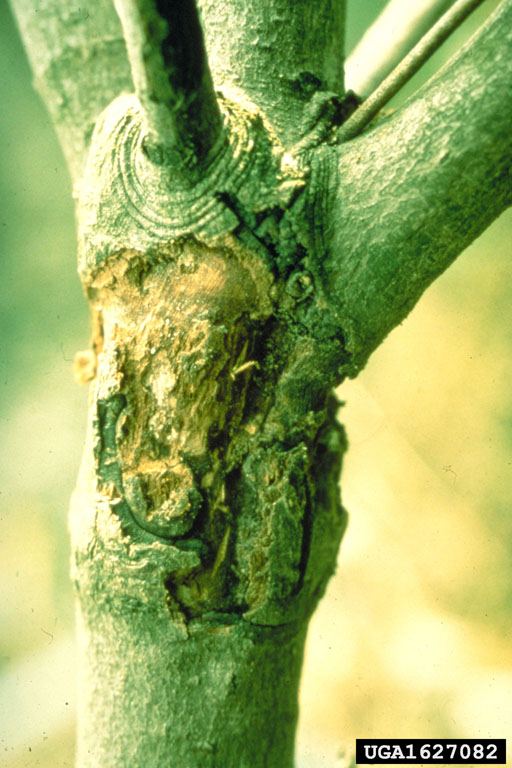
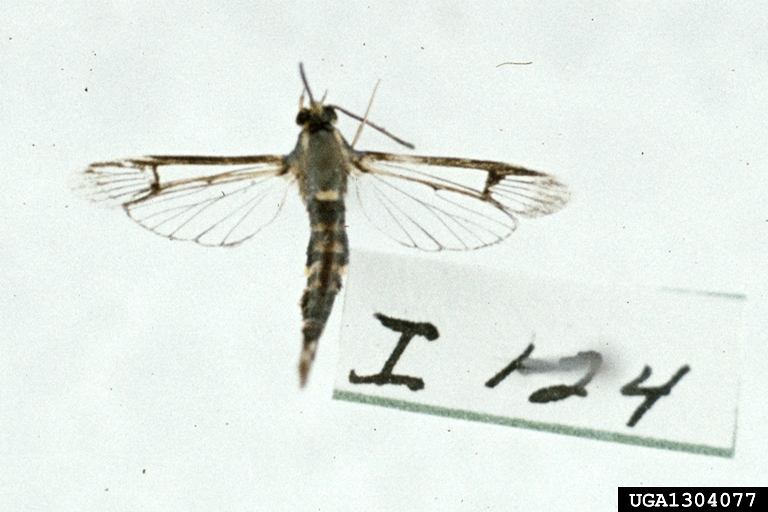
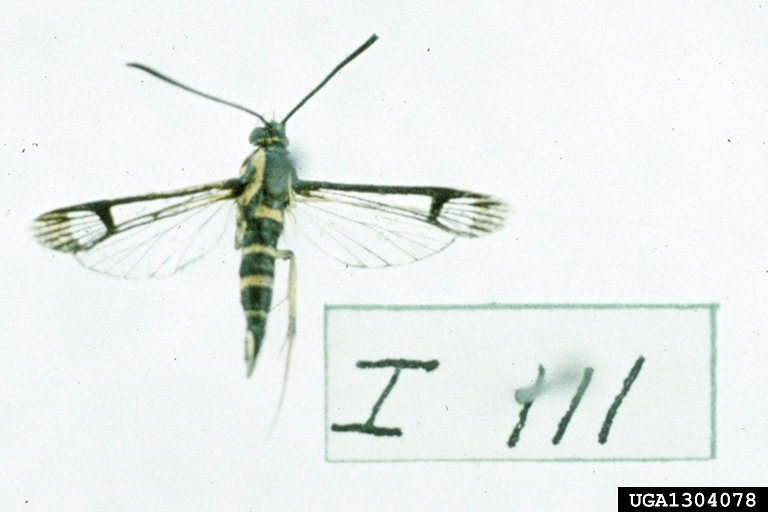